# Ахмад Вартам
Ахмад Вартам (малай. Ahmad Wartam; нар. 1935, Сінгапур — пом. 29 листопада 2014) — колишній футболіст збірної Сінгапуру, який виступав на позиції воротаря. Він є батьком колишнього нападника збірної Сінгапуру Фанді Ахмада.

## Біографія
Ахмад Вартам розпочав свою футбольну кар'єру на позиції лівого вінгера, але після травми коліна продовжив виступи як воротар. Він виступав за «Фатхул Каріб» у Сінгапурській Аматорській футбольній лізі (попередниці С.Ліги) та за «Сінгапур ФА» в Кубку Малайзії. Після травми шиї основного воротаря Вілфреда Скіннера він гра в у переможному для сінгапуської команди фіналі Кубку Футбольної асоціації Малайзії у 1967 році. Він зберіг місце основного воротаря і надалі, після відходу Скіннера з команди, і стояв у воротах у фіналі Кубку Малайзії 1967 року, у якому «Сінгапур ФА» поступився «Пераку» з рахунком 1-2.
У жовтні 2014 року Ахмад Вартам був доставлений у відділення інтенсивної терапії лікарні Тан Ток Сена з порушенням функції легень та серця. За місяць, 29 листопада 2014 року, Ахмад Вартам помер у лікарні.

## Титули і досягнення
«Сінгапур ФА»
- Володар Кубку Футбольної асоціації Малайзії: 1967[4]